# Corrado di Querfurt
Corrado di Querfurt (1160 circa – Würzburg, 3 dicembre 1202) è stato un vescovo cattolico tedesco, vescovo di Hildesheim, dal 1194 al 1199, e vescovo di Würzburg, dal 1198 al 1202; cancelliere dal 1194 al 1201.

## Biografia
Corrado era un figlio del visconte di Magdeburgo, Burcardo II della casa di Querfurt, e di Matilde di Gleichen, figlia del conte Lamberto I di Tonna.
Ha frequentato la scuola della cattedrale di Hildesheim e successivamente ha studiato con Lotario di Segni, futuro papa Innocenzo III, a Parigi. Nel 1182 è diventato canonico del Duomo di Magdeburgo, nel 1188 membro della Cappella Reale e prevosto a Goslar. Nel 1190 è diventato rettore a Magdeburgo e nel 1194 al monastero di Santa Maria (Marienstift) di Aquisgrana.
Nel corso della spedizione in Sicilia di Enrico VI nel 1194 morì il cancelliere imperiale Sigelo e Corrado, che era stato uno degli educatori dell'imperatore, fu nominato a succedergli. L'anno seguente Corrado venne anche eletto vescovo di Hildesheim.
Nel 1196 l'imperatore lo nominò legato generale per la Puglia e la Sicilia, dove giocò un ruolo chiave. Su sua istigazione Pietro da Eboli scrisse il suo Liber ad honorem Augusti sive de rebus Siculis, poema epico che mette adeguatamente in evidenza il merito di Corrado negli eventi.
Nel 1197 Corrado era col maresciallo dell'impero Enrico di Kalden, uno dei leader della crociata tedesca del 1197. Durante l'assedio di Toron, Corrado ricevette la notizia che sia l'imperatore Enrico VI che papa Celestino III erano morti. Allora lasciò l'assedio e tornò in patria, temendo che il trono fosse contestato a causa della giovane età del figlio di Enrico VI, il piccolo Federico II di appena tre anni.
A metà del 1198 Corrado incontrò in Turingia Filippo di Svevia, fratello di Enrico VI, eletto re dal partito degli Hohenstaufen, il quale lo confermò come Cancelliere e firmò la dichiarazione dei principi di Spira.
Durante il suo soggiorno in Terra Santa Corrado era stato eletto anche vescovo di Würzburg: papa Innocenzo III rilevò l'incompatibilità e lo esortò a rinunciare alla nuova diocesi. Corrado però rifiutò e fu scomunicato l'anno successivo. Dopo aver rinunciato nel 1199 alla diocesi di Hildesheim, Corrado si recò in Italia per chiedere il perdono del papa. Il papa gli diede l'assoluzione e lo confermò vescovo di Würzburg.
Durante gli scontri tra gli Hohenstaufen e i Welfen, Corrado fortificò la fortezza di Marienberg a Würzburg nel 1200 e fondò la città di Karlstadt a difesa del territorio della diocesi di Würzburg contro i Conti di Rieneck. La città fu realizzata secondo i piani in stile italiano con pianta quasi rettangolare.
Corrado poi si ritirò dalla vita politica e si dedicò all'amministrazione della sua diocesi, dove si distinse per il suo grande acume e il suo talento organizzativo. Tuttavia, egli fu assassinato il 3 dicembre 1202 a Würzburg da Bodo von Ravensburg sulla strada per la cattedrale. Fu sepolto nella cripta della cattedrale.